# (32713) 4159 T-2
4159 T-2 (asteroide 32713) é um asteroide da cintura principal. Possui uma excentricidade de 0.17111460 e uma inclinação de 1.87055º.
Este asteroide foi descoberto no dia 29 de setembro de 1973 por Cornelis Johannes van Houten e Ingrid van Houten-Groeneveld e Tom Gehrels em Palomar.